# Sango (taal)
Sango (of Sangho) is een taal die vooral gesproken wordt in de Centraal-Afrikaanse Republiek. Het is een van de lingua franca van dit land. Ook in Tsjaad en Congo-Kinshasa spreken ze de taal. Hoewel er in totaal rond de 5 miljoen sprekers zijn, zijn er maar ongeveer 400.000 mensen waarvan het de moedertaal is. Dit laatste aantal stijgt echter sterk. Sango wordt geschreven in het Latijnse schrift.
Het Sango ontwikkelde zich uit het Ngbandi van de 19e eeuw en kan dus als creooltaal van deze taal worden beschouwd.